# Aldover
Aldover és una vila i municipi de la comarca del Baix Ebre.

## Toponímia
L'origen seria un nom germànic de persona llatinitzat en Aldovarius, segons Joan Coromines, però la referència, vinguda probablement de l'Onomasticon Cataloniae, és de segona mà. Aldover sembla equivalent a un nom del municipi occità del Bordelh, Le Doyer (< *Audoièr); curiosament, el departament del Gard, on abunda el cognom Audoyers, no forneix semblants topònims.
Hi ha una altra explica, l'àrab aldowayra, que significa «la caseta»; així i tot, la correspondència amb topònims o antropònims occitans és impossible, punt que faria donar una lleugera preferència a la interpretació de Coromines, que ho explica tot, tant occità com català.

## Geografia
- Llista de topònims d'Aldover (Orografia: muntanyes, serres, collades, indrets..; hidrografia: rius, fonts...; edificis: cases, masies, esglésies, etc).

## Demografia
| 1497 f | 1515 f | 1553 f | 1717 | 1787 | 1857  | 1877  | 1887  | 1900  | 1910  |
| ------ | ------ | ------ | ---- | ---- | ----- | ----- | ----- | ----- | ----- |
| 16     | 18     | 20     | 71   | -    | 1.287 | 1.369 | 1.278 | 1.380 | 1.403 |

| 1920  | 1930  | 1940  | 1950  | 1960  | 1970 | 1981 | 1990 | 1992 | 1994 |
| ----- | ----- | ----- | ----- | ----- | ---- | ---- | ---- | ---- | ---- |
| 1.267 | 1.215 | 1.124 | 1.214 | 1.021 | 925  | 862  | 844  | 813  | 813  |

| 1996 | 1998 | 2000 | 2002 | 2004 | 2006 | 2008 | 2010 | 2012 | 2014 |
| ---- | ---- | ---- | ---- | ---- | ---- | ---- | ---- | ---- | ---- |
| 794  | 795  | 792  | 785  | 822  | 893  | 957  | 977  | 968  | 940  |

| 2016 | 2018 | 2020 | 2022 | 2024 | 2026 | 2028 | 2030 | 2032 | 2034 |
| ---- | ---- | ---- | ---- | ---- | ---- | ---- | ---- | ---- | ---- |
| 863  | 838  | 905  | 862  | 880  | -    | -    | -    | -    | -    |

## Administració
| Període     | Alcalde o alcaldessa                    | Partit polític | Data de possessió | Observacions |
| ----------- | --------------------------------------- | -------------- | ----------------- | ------------ |
| 1979–1983   | Joan Antoni Pons Solà                   | CC-UCD         | 19/04/1979        | --           |
| 1983–1987   | Joan Antoni Pons Solà                   | AP             | 28/05/1983        | --           |
| 1987–1991   | Joan Antoni Pons Solà                   | PP             | 30/06/1987        | --           |
| 1991–1995   | Joan Antoni Pons Solà                   | PP             | 15/06/1991        | --           |
| 1995–1999   | Joan Antoni Pons Solà                   | PP             | 17/06/1995        | --           |
| 1999–2003   | Josep Pla Gisbert / Joan Ferré Franquet | CIU / PSC      | 03/07/1999        | --           |
| 2003–2007   | Joan Ferré Franquet                     | PSC            | 14/06/2003        | --           |
| 2007–2011   | Joan Ferré Franquet                     | PSC            | 16/06/2007        | --           |
| 2011–2015   | Joan Ferré Franquet                     | PSC            | 11/06/2011        | --           |
| 2015–2019   | Teresa Forés Hernández                  | PSC            | 13/06/2015        | --           |
| 2019-2023   | Rosalia Pegueroles Gisbert              | ERC            | 15/06/2019        | --           |
| Des de 2023 | Rosalia Pegueroles Gisbert              | ERC            | 17/06/2023        | --           |

## Política

### Eleccions al Parlament de Catalunya del 2012
| Candidatura | Candidatura   | Cap de llista          | Vots | Regidors | % vots |
| ----------- | ------------- | ---------------------- | ---- | -------- | ------ |
|             | CiU           | Artur Mas              | 154  |          | 33,47  |
|             | ERC           | Oriol Junqueras        | 84   |          | 18,26  |
|             | PSC           | Pere Navarro           | 77   |          | 16,73  |
|             | PPC           | Alicia Sánchez-Camacho | 53   |          | 11,52  |
|             | ICV-EUiA      | Joan Herrera           | 26   |          | 5,65   |
|             | CUP           | David Fernández        | 21   |          | 4,56   |
|             | C's           | Albert Rivera          | 5    |          | 1,08   |
|             | Vots en blanc |                        | 25   |          | 5,29   |
|             | Altres        |                        | 15   |          | 4,35   |
| Total       | Total         | 473                    | 473  |          | 66,53  |

Nombre de regidors per partit
| PSC                   | - | 2 | 2 | 1  | 1 | 2 | 4 | 4 | 5 | 3 | 3 | - |
| PP                    | - | 3 | 3 | 4  | 4 | 3 | 1 | 1 | 0 | - | - | - |
| ERC                   | - | - | - | -  | - | - | - | - | - | - | 4 | 7 |
| ECP                   | - | - | - | -  | - | - | - | - | - | 2 | - | - |
| CiU                   | 3 | 2 | 2 | 1  | 2 | 2 | 2 | 2 | 2 | 2 | - | - |
| UCD                   | 4 | - | - | -  | - | - | - | - | - | - | - | - |
| Altres                | - | - | - | 1a | - | - | - | - | - | - | - | - |
| Total                 | 7 | 7 | 7 | 7  | 7 | 7 | 7 | 7 | 7 | 7 | 7 | 7 |
| a Unitat per Aldover; |   |   |   |    |   |   |   |   |   |   |   |   |

## Indrets d'interès
- Platja fluvial del riu Ebre.
- Via Verda de l'antic ferrocarril del Val de Zafan.
- Camp de futbol municipal.
- Plaça de bous.
- Centre d'interpretació del riu Ebre
- Tronc d'olivera i poesia dedicada de l'hort de Paco del Fruto.
- Port fluvial d'Aldover.

## Festes patronals
- Festivitat de Sant Jordi (23 abril).
- Festes Majors en honor de Nostra Sra. de la Nativitat (del 4 a l'11 de setembre).